# François Herr
Pour les articles homonymes, voir Herr.
François Herr, né le 29 janvier 1909 à Morlaix et mort le 19 décembre 1995 à Rouen, est un peintre et architecte français.

## Biographie
Élève de Roger-Henri Expert, il obtient en 1939 le prix de la Casa de Velázquez en architecture. Il est nommé architecte en chef adjoint à Rouen à la fin des années 1940. Il est directeur de l'Atelier d'urbanisme (de 1959 à sa retraite), de l'École d'architecture et de l'École régionale des Beaux-arts de Rouen.
En 1953, son cabinet (associé à Dumesnil et François), installé au no 38, rue Saint-Maur, produit un prototype de maisons d'habitation à prix modéré.
Il est promu officier de la Légion d'honneur en 1975.
Connu pour ses talents d'aquarelliste, il est l'auteur des affiches des deux premiers rassemblements de grands voiliers de Rouen : les Voiles de la liberté (1989) et l'Armada de la liberté (1994).
Il est le père de Patrick Herr, ancien député de la première circonscription de la Seine-Maritime.

## Distinctions
- Officier de la Légion d'honneur (1975)

## Réalisations
- Synagogue, rue des Bons-Enfants à Rouen, 1950[3]
- Palais des Consuls, quai de la Bourse à Rouen - 1956 (en collaboration avec Pierre Chirol, Robert Flavigny et Roger Pruvost)[4]

## Ouvrages
- Roger Bésus (ill. François Herr), Lumières de Rouen, Rouen, La Cour d'Albane, 1974.
- Lumières de Normandie  (préf. Jean Lecanuet, ill. François Herr), Rouen, La Cour d'Albane, 1980, 27 p.
- Nicolas Plantrou (ill. François Herr), Voyages en aquarelles, Rouen, Normand'Art, 1995, 179 p.